# Campeonato Europeo de Esgrima de 2002
El XV Campeonato Europeo de Esgrima se realizó en Moscú (Rusia) entre el 2 y el 7 de julio de 2002 bajo la organización de la Confederación Europea de Esgrima (CEE) y la Federación Rusa de Esgrima.

## Medallistas

### Masculino
| Evento              | Oro                                                                                | Plata                                                                        | Bronce                                                                              |
| ------------------- | ---------------------------------------------------------------------------------- | ---------------------------------------------------------------------------- | ----------------------------------------------------------------------------------- |
| Florete individual  | Andrea Cassarà · Italia                                                            | Simon Senft · Alemania                                                       | Michael Ludwig · Austria · Sławomir Mocek · Polonia                                 |
| Florete por equipos | Andrea Cassarà · Marco Ramacci · Simone Vanni · Matteo Zennaro · Italia            | Nicolas Beaudan Érik Friess Jérôme Weibel Victor Sintès Francia              | Christian Schlechtweg · Simon Senft · Richard Breutner · Johannes Krüger · Alemania |
| Espada individual   | Gábor Boczkó · Hungría                                                             | Pavel Kolobkov · Rusia                                                       | Géza Imre · Hungría · Iván Kovács · Hungría                                         |
| Espada por equipos  | Éric Boisse Rémy Delhomme Jérôme Jeannet Frédéric Boulière Francia                 | Tomasz Motyka · Michał Sobieraj · Marek Petraszek · Adam Wiercioch · Polonia | Olexandr Horbachuk · Dmytro Kariuchenko · Maxym Jvorost · Dmytro Chumak · Ucrania   |
| Sable individual    | Stanislav Pozdniakov · Rusia                                                       | Serguei Sharikov · Rusia                                                     | Mihai Covaliu · Rumania · Volodymyr Lukashenko · Ucrania                            |
| Sable por equipos   | Serguei Sharikov · Alexei Frosin · Alexei Diachenko · Stanislav Pozdniakov · Rusia | Giacomo Guidi · Aldo Montano · Giampiero Pastore · Luigi Tarantino · Italia  | Tamás Decsi · Domonkos Ferjancsik · Kende Fodor · Zsolt Nemcsik · Hungría           |

### Femenino
| Evento              | Oro                                                                                       | Plata                                                                         | Bronce                                                                              |
| ------------------- | ----------------------------------------------------------------------------------------- | ----------------------------------------------------------------------------- | ----------------------------------------------------------------------------------- |
| Florete individual  | Sylwia Gruchała · Polonia                                                                 | Laura Badea-Cârlescu · Rumania                                                | Roxana Scarlat · Rumania · Svetlana Boiko · Rusia                                   |
| Florete por equipos | Sylwia Gruchała · Magdalena Mroczkiewicz · Anna Rybicka · Małgorzata Wojtkowiak · Polonia | Aida Mohamed · Edina Knapek · Katalin Varga · Gabriella Varga · Hungría       | Svetlana Boiko · Yekaterina Yusheva · Yuliya Jakimova · Viktoriya Nikishina · Rusia |
| Espada individual   | Maureen Nisima Francia                                                                    | Niki-Katerina Sidiropulu · Grecia                                             | Liubov Shutova · Rusia · Oxana Yermakova · Rusia                                    |
| Espada por equipos  | Adrienn Hormay · Hajnalka Király · Ildikó Mincza · Hajnalka Tóth · Hungría                | Karina Aznavurian · Tatiana Logunova · Oxana Yermakova · Anna Sivkova · Rusia | Nataliya Konrad · Nadiya Kazimirchuk · Olha Partala · Yeva Vybornova · Ucrania      |
| Sable individual    | Cécile Argiolas Francia                                                                   | Yelena Nechayeva · Rusia                                                      | Irina Bazhenova · Rusia · Orsolya Nagy · Hungría                                    |
| Sable por equipos   | Yelena Nechayeva · Irina Bazhenova · Natalia Makeyeva · Yelizaveta Gorst · Rusia          | Orsolya Nagy · Edina Csaba · Gabriella Sznopek · Annamária Nagy · Hungría     | Yelena Jemayeva Janna Siukayeva Yelena Əmirova Anjela Volkova Azerbaiyán            |

## Medallero
| Núm. | País       | Oro | Plata | Bronce | Total |
| ---- | ---------- | --- | ----- | ------ | ----- |
| 1    | Rusia      | 3   | 4     | 5      | 12    |
| 2    | Francia    | 3   | 1     | 0      | 4     |
| 3    | Hungría    | 2   | 2     | 4      | 8     |
| 4    | Polonia    | 2   | 1     | 1      | 4     |
| 5    | Italia     | 2   | 1     | 0      | 3     |
| 6    | Rumania    | 0   | 1     | 2      | 3     |
| 7    | Alemania   | 0   | 1     | 1      | 2     |
| 8    | Grecia     | 0   | 1     | 0      | 1     |
| 9    | Ucrania    | 0   | 0     | 3      | 3     |
| 10   | Austria    | 0   | 0     | 1      | 1     |
| 10   | Azerbaiyán | 0   | 0     | 1      | 1     |
|      | TOTAL      | 12  | 12    | 18     | 42    |